# GNAL
GNAL‏ (G protein subunit alpha L) هوَ بروتين يُشَفر بواسطة جين GNAL في الإنسان.